# Jonathan Soriano
Jonathan Soriano Casas (El Pont de Vilomara, 24 settembre 1985) è un ex calciatore spagnolo, di ruolo attaccante.
È il miglior marcatore nella storia del Salisburgo con 172 reti complessive.

## Biografia
È nato il 24 settembre 1985 ad El Pont de Vilomara, un piccolo paese nella provincia di Barcellona.
È sposato con la connazionale Cristina Sabater, dalla quale ha avuto tre figli; l'ultimo è nato il 20 aprile 2013, giorno in cui si è disputato il match del campionato austriaco tra Salisburgo e Wolfsberger.

## Carriera

### Club
Soriano inizia la sua carriera nelle file dell'Espanyol, giocando prima nella squadra riserve. Nel 2002 entra a far parte della prima squadra e debutta in Primera División nel pareggio esterno contro l'Athletic Bilbao; realizza la sua prima rete con il club catalano il 10 aprile 2005 nella sconfitta interna contro il Siviglia.
Confermato per la stagione 2005-2006, debutta in Coppa UEFA e in Copa del Rey, ma trova poco spazio in campionato, totalizzando solo 3 presenze, tutte da subentrato. Per questi motivi, il 24 dicembre 2005 viene ceduto in prestito all'Almería, in Segunda División. Con il club andaluso realizza sei reti in diciassette presenze.
Una volta terminato il prestito con gli andalusi, fa rientro a Barcellona, ma il 1º agosto 2006 viene nuovamente ceduto in prestito, al Poli Ejido, con cui realizza due reti in dodici presenze.
Nella stagione 2007-2008 trova molto più spazio con il club catalano, totalizzando 24 presenze in campionato e 2 reti, entrambe contro il Getafe. Nella stagione seguente non rientra nei piani del nuovo tecnico Márquez, esonerato a novembre, e del tecnico Mané, così il 31 gennaio 2009 viene ceduto in prestito all'Albacete, con cui totalizza undici presenze ed un gol, nella vittoria interna contro l'Elche.
Il 30 luglio 2009 viene ceduto al Barcellona B. Soriano contribuisce alla promozione del club in Segunda División con 17 reti in 32 presenze, risultando il miglior marcatore stagionale della squadra. Il 28 ottobre scende in campo negli ultimi 5 minuti di Cultural Leonesa-Barcellona 0-2, partita valida per l'andata dei sedicesimi di finale della Coppa del Re 2009-2010, in quella che sarà la sua unica apparizione con la prima squadra Blaugrana.
Nella stagione successiva, il tecnico Luis Enrique lo impiega in 37 partite su 42 di campionato, in cui realizza 32 reti, tra cui due triplette (contro Salamanca e Numancia), che gli valgono il titolo di capocannoniere della Segunda División 2010-2011. Conclude la sua esperienza al Barcellona B con 79 presenze e 54 reti.
Il 19 gennaio 2012 passa al Salisburgo per 500.000 euro. Debutta con il club austriaco il 16 febbraio, nella sconfitta interna (0-4) contro il Metalist Kharkiv, in Europa League. Realizza la sua prima rete con il Salisburgo nella vittoria interna (2-1), contro il Wiener Neustadt.
Nella stagione 2012-2013 totalizza 33 presenze e 26 reti in campionato, ottenendo il secondo posto nella classifica marcatori della Bundesliga austriaca 2012-2013, dietro Philipp Hosiner.
Confermato dal tecnico Roger Schmidt per la stagione successiva, nel 2013 diventa il capitano del club austriaco. Nella stagione 2013-2014, con 31 reti in 28 partite si laurea capocannoniere del campionato. Con esse ottiene il quinto posto nella classifica della Scarpa d'oro 2014. Dopo la mancata qualificazione in Champions League per opera del Fenerbahçe, il Salisburgo raggiunge i quarti di finale di Europa League, dove viene eliminato dal Basilea. Soriano realizza 11 reti (3 nei play-off) in 9 presenze, che gli valgono il titolo di capocannoniere della competizione.
La stagione 2014-2015 inizia per lui nel migliore dei modi, mettendo a segno una doppietta in Coppa d'Austria contro il Sollenau e una rete nel terzo turno preliminare di Champions League contro il Qarabağ, mentre in campionato mette a segno due doppiette, contro Wiener Neustadt e Rapid Vienna, e cinque gol nella vittoria interna (8-0), contro il Grödig, raggiungendo quota 9 gol in sole 3 presenze. Il 24 settembre 2014, nel giorno del suo 29º compleanno, realizza la sua centesima rete con il club austriaco, grazie alla doppietta messa a segno nella vittoria esterna (1-12) in ÖFB-Cup contro il Wiener SK. Conclude il 2014 con 55 reti in 52 presenze, che lo rendono il calciatore con la miglior media realizzativa dell'anno (1,05), davanti a Cristiano Ronaldo. Il 27 gennaio 2015 il club annuncia il prolungamento del contratto fino al 30 giugno 2018. Termina la sua stagione con 31 reti in 32 incontri, decisive per la vittoria del secondo campionato consecutivo e che gli valgono il titolo di capocannoniere. Le marcature gli permettono inoltre di terminare quarto nella classifica della Scarpa d'oro 2015.
Nella stagione successiva, si riconferma capocannoniere del campionato con 21 reti in 27 presenze, mentre in Coppa d'Austria realizza 10 reti (di cui 3 in finale contro l'Admira Wacker Mödling) in 6 presenze, che gli valgono il titolo di capocannoniere e permettono al Salisburgo di conseguire il terzo double consecutivo. Decisiva nella seconda parte di stagione per il suo rendimento risulta essere l'intesa con il nuovo tecnico spagnolo Óscar García, chiamato a dicembre per sostituire l'esonerato Peter Zeidler.
Lascia la squadra austriaca dopo aver collezionato 172 reti in 202 presenze totali. Per onorare il calciatore, il Salisburgo ha deciso di ritirare la sua maglia numero 26.
Il 27 febbraio 2017 viene ceduto a titolo definitivo al Beijing Guoan per 15 milioni di euro, firmando un contratto fino al 31 dicembre 2018. Il 3 maggio mette a segno una tripletta nel terzo turno di Coppa di Cina sul campo del Beijing Renhe (0-5). Complice la partenza del compagno di reparto Burak Yılmaz, trova immediatamente spazio da titolare, concludendo la stagione con 19 reti in 20 presenze totali. Nella stagione successiva disputa solo 12 partite su 30 di campionato, nelle quali mette a segno 9 reti, tra cui una tripletta contro l'Hebei CFFC (6-3). Il club cinese termina la stagione al quarto posto in campionato e vince la coppa nazionale sconfiggendo nella doppia finale lo Shandong Luneng; tuttavia Soriano non scende in campo né all'andata né al ritorno data la trattativa in stato avanzato con i sauditi dell'Al-Hilal. Conclude la sua esperienza al Beijing Guoan con 36 presenze complessive e 31 reti.
Terminato quindi il contratto con il club cinese, il 7 gennaio 2019 si trasferisce all'Al-Hilal a titolo definitivo. Debutta con il club saudita tre giorni dopo, nel pareggio interno (1-1) contro l'Al-Ra'ed. Il 27 gennaio segna le sue prime reti in maglia biancoblu realizzando una doppietta nella vittoria esterna (1-5), contro l'Al-Fayha. Inizialmente il tecnico Jorge Jesus decide di schierarlo titolare ma con l'arrivo in panchina di Zoran Mamić il calciatore spagnolo faticherà molto a trovare spazio in quanto l'allenatore croato gli preferisce attaccanti più esperti come Gomis ed il nuovo acquisto Giovinco. Da febbraio fino a fine stagione non disputa nessuna partita da titolare in campionato e segna soltanto altre due reti, entrambe decisive: la prima in 
Coppa dei Campioni araba per club contro l'Al-Ahli (1-0) e la seconda in campionato sul campo dell'Al-Hazem. In questo match subentra all'86' e realizza la rete del decisivo 2-3 al 90' su assist di André Carrillo. A fine stagione, dato lo scarso minutaggio concessogli decide di rescindere consensualmente il contratto con il club saudita. Conclude la sua breve esperienza all'Al-Hilal con 13 presenze complessive e 4 reti.
Il 31 agosto 2019 firma un contratto annuale con opzione per il secondo con il Girona, club di Segunda División. Il calciatore spagnolo torna quindi a giocare nella sua terra natale dopo 7 anni. Il 3 novembre mette a segno la sua prima rete con il club catalano sul campo dell'Extremadura (1-3).

### Nazionale
Soriano conta sei presenze ed una rete con la selezione catalana.

## Statistiche

### Presenze e reti nei club
| Stagione                                | Squadra                                 | Campionato                              | Campionato | Campionato | Coppe nazionali | Coppe nazionali | Coppe nazionali | Coppe continentali | Coppe continentali | Coppe continentali | Altre coppe | Altre coppe | Altre coppe | Totale | Totale |
| Stagione                                | Squadra                                 | Comp                                    | Pres       | Reti       | Comp            | Pres            | Reti            | Comp               | Pres               | Reti               | Comp        | Pres        | Reti        | Pres   | Reti   |
| --------------------------------------- | --------------------------------------- | --------------------------------------- | ---------- | ---------- | --------------- | --------------- | --------------- | ------------------ | ------------------ | ------------------ | ----------- | ----------- | ----------- | ------ | ------ |
| 2000-2001                               | Espanyol B                              | SDB                                     | 1          | 0          |                 | -               | -               | -                  | -                  | -                  |             | -           | -           | 1      | 0      |
| 2001-2002                               | Espanyol B                              | SDB                                     | 11         | 2          |                 | -               | -               | -                  | -                  | -                  | -           | -           | -           | 11     | 2      |
| 2002-2003                               | Espanyol B                              | SDB                                     | 25         | 9          |                 | -               | -               | -                  | -                  | -                  | -           | -           |             | 25     | 9      |
| 2002-2003                               | Espanyol                                | PD                                      | 1          | 0          | CR              | 0               | 0               | -                  | -                  | -                  |             | -           | -           | 1      | 0      |
| 2003-2004                               | Espanyol B                              | SDB                                     | 16         | 6          |                 | -               | -               | -                  | -                  | -                  |             | -           | -           | 16     | 6      |
| 2003-2004                               | Espanyol                                | PD                                      | 0          | 0          | CR              | 0               | 0               | -                  | -                  | -                  | -           | -           | -           | 0      | 0      |
| 2004-2005                               | Espanyol B                              | SDB                                     | 17         | 15         |                 | -               | -               | -                  | -                  | -                  |             | -           | -           | 17     | 15     |
| Totale Espanyol B                       | Totale Espanyol B                       | Totale Espanyol B                       | 70         | 32         |                 | -               | -               |                    | -                  | -                  |             | -           | -           | 70     | 32     |
| 2004-2005                               | Espanyol                                | PD                                      | 7          | 1          | CR              | 0               | 0               | -                  | -                  | -                  |             | -           | -           | 7      | 1      |
| 2005-gen. 2006                          | Espanyol                                | PD                                      | 3          | 0          | CR              | 2               | 2               | CU                 | 3                  | 0                  |             | -           | -           | 8      | 2      |
| gen.-giu. 2006                          | Almería                                 | SD                                      | 17         | 6          | CR              | 0               | 0               | -                  | -                  | -                  |             | -           | -           | 17     | 6      |
| 2006-gen. 2007                          | Espanyol                                | PD                                      | 1          | 0          | CR              | 1               | 0               | CU                 | 0                  | 0                  |             | -           | -           | 2      | 0      |
| gen.-giu. 2007                          | Poli Ejido                              | SD                                      | 12         | 2          | CR              | 0               | 0               | -                  | -                  | -                  |             | -           | -           | 12     | 2      |
| 2007-2008                               | Espanyol                                | PD                                      | 24         | 2          | CR              | 3               | 1               | -                  | -                  | -                  |             | -           | -           | 27     | 3      |
| 2008-gen. 2009                          | Espanyol                                | PD                                      | 7          | 0          | CR              | 5               | 0               | -                  | -                  | -                  |             | -           | -           | 12     | 0      |
| Totale Espanyol                         | Totale Espanyol                         | Totale Espanyol                         | 43         | 3          |                 | 11              | 3               |                    | 3                  | 0                  |             | -           | -           | 57     | 6      |
| gen.-giu. 2009                          | Albacete                                | SD                                      | 11         | 1          | CR              | 0               | 0               | -                  | -                  | -                  |             | -           | -           | 11     | 1      |
| ott.2009                                | Barcellona                              | PD                                      | 0          | 0          | CR              | 1               | 0               | UCL                | 0                  | 0                  | SS+SU+Cmc   | 0+0+0       | 0+0+0       | 1      | 0      |
| 2009-2010                               | Barcellona Atlètic                      | SDB                                     | 32+5       | 18+4       | CR              | 0               | 0               | -                  | -                  | -                  |             | -           | -           | 37     | 22     |
| 2010-2011                               | Barcellona B                            | SD                                      | 37         | 32         | CR              | 0               | 0               | -                  | -                  | -                  |             | -           | -           | 37     | 32     |
| 2011-gen. 2012                          | Barcellona B                            | SD                                      | 10         | 5          | CR              | 0               | 0               | -                  | -                  | -                  |             | -           | -           | 10     | 5      |
| Totale Barcellona Atlètic\|Barcellona B | Totale Barcellona Atlètic\|Barcellona B | Totale Barcellona Atlètic\|Barcellona B | 79+5       | 55+4       |                 | -               | -               |                    | -                  | -                  |             | -           | -           | 84     | 59     |
| gen.-giu. 2012                          | Salisburgo                              | BL                                      | 11         | 3          | ÖC              | 2               | 2               | UEL                | 2                  | 0                  |             | -           | -           | 15     | 5      |
| 2012-2013                               | Salisburgo                              | BL                                      | 33         | 26         | ÖC              | 4               | 3               | UCL                | 1                  | 0                  |             | -           | -           | 38     | 29     |
| 2013-2014                               | Salisburgo                              | BL                                      | 28         | 31         | ÖC              | 4               | 5               | UCL+UEL            | 2+9                | 1+11               |             | -           | -           | 43     | 48     |
| 2014-2015                               | Salisburgo                              | BL                                      | 32         | 31         | ÖC              | 5               | 7               | UCL+UEL            | 4+8                | 2+6                |             | -           | -           | 49     | 46     |
| 2015-2016                               | Salisburgo                              | BL                                      | 27         | 21         | ÖC              | 6               | 10              | UCL+UEL            | 0+1                | 0+1                |             | -           | -           | 34     | 32     |
| 2016-gen. 2017                          | Salisburgo                              | BL                                      | 13         | 8          | ÖC              | 0               | 0               | UCL+UEL            | 6+4                | 3+1                |             | -           | -           | 23     | 12     |
| Totale Salisburgo                       | Totale Salisburgo                       | Totale Salisburgo                       | 144        | 120        |                 | 21              | 27              |                    | 37                 | 25                 |             | -           | -           | 202    | 172    |
| 2017                                    | Beijing Guoan                           | CSL                                     | 19         | 16         | CC              | 1               | 3               | -                  | -                  | -                  |             | -           | -           | 20     | 19     |
| 2018                                    | Beijing Guoan                           | CSL                                     | 12         | 9          | CC              | 4               | 3               | -                  | -                  | -                  |             | -           | -           | 16     | 12     |
| Totale Beijing Guoan                    | Totale Beijing Guoan                    | Totale Beijing Guoan                    | 31         | 25         |                 | 5               | 6               |                    | -                  | -                  |             | -           | -           | 36     | 31     |
| gen.-giu. 2019                          | Al-Hilal                                | SPL                                     | 8          | 3          | CRC             | 3               | 0               | ACC+ACL            | 2+0                | 1+0                |             | -           | -           | 13     | 4      |
| 2019-2020                               | Girona                                  | SD                                      | 16         | 1          | CR              | 1               | 2               | -                  | -                  | -                  |             | -           | -           | 17     | 3      |
| 2020-2021                               | Castellón                               | SD                                      | 8          | 0          | CR              | 0               | 0               | -                  | -                  | -                  |             | -           | -           | 8      | 0      |
| Totale carriera                         | Totale carriera                         | Totale carriera                         | 439+5      | 248+4      |                 | 42              | 38              |                    | 42                 | 26                 |             | 0           | 0           | 528    | 316    |

### Presenze e reti in nazionale
| Cronologia completa delle presenze e delle reti in nazionale ― Catalogna | Cronologia completa delle presenze e delle reti in nazionale ― Catalogna | Cronologia completa delle presenze e delle reti in nazionale ― Catalogna | Cronologia completa delle presenze e delle reti in nazionale ― Catalogna | Cronologia completa delle presenze e delle reti in nazionale ― Catalogna | Cronologia completa delle presenze e delle reti in nazionale ― Catalogna | Cronologia completa delle presenze e delle reti in nazionale ― Catalogna | Cronologia completa delle presenze e delle reti in nazionale ― Catalogna |
| Data                                                                     | Città                                                                    | In casa                                                                  | Risultato                                                                | Ospiti                                                                   | Competizione                                                             | Reti                                                                     | Note                                                                     |
| ------------------------------------------------------------------------ | ------------------------------------------------------------------------ | ------------------------------------------------------------------------ | ------------------------------------------------------------------------ | ------------------------------------------------------------------------ | ------------------------------------------------------------------------ | ------------------------------------------------------------------------ | ------------------------------------------------------------------------ |
| 21-12-2005                                                               | Barcellona                                                               | Catalogna                                                                | 0 – 3                                                                    | Argentina                                                                | Amichevole                                                               | -                                                                        | 69’                                                                      |
| 28-12-2005                                                               | Barcellona                                                               | Catalogna                                                                | 1 – 1                                                                    | Paraguay                                                                 | Amichevole                                                               | 1                                                                        | 46’                                                                      |
| 8-10-2006                                                                | Barcellona                                                               | Catalogna                                                                | 2 – 2                                                                    | Paesi Baschi                                                             | Amichevole                                                               | -                                                                        | 66’                                                                      |
| 24-5-2008                                                                | Barcellona                                                               | Catalogna                                                                | 0 – 1                                                                    | Argentina                                                                | Amichevole                                                               | -                                                                        | 74’                                                                      |
| 2-1-2013                                                                 | Cornellà de Llobregat                                                    | Catalogna                                                                | 1 – 1                                                                    | Nigeria                                                                  | Amichevole                                                               | -                                                                        | 46’                                                                      |
| 28-12-2014                                                               | Bilbao                                                                   | Paesi Baschi                                                             | 1 – 1                                                                    | Catalogna                                                                | Amichevole                                                               | -                                                                        | 60’                                                                      |
| Totale                                                                   |                                                                          | Presenze                                                                 | 6                                                                        |                                                                          | Reti                                                                     | 1                                                                        |                                                                          |

## Palmarès

### Club
- Coppa spagnola: 1

Espanyol: 2005-2006
- Campionato austriaco: 4

Salisburgo: 2011-2012, 2013-2014, 2014-2015, 2015-2016
- Coppa austriaca: 4

Salisburgo: 2011-2012, 2013-2014, 2014-2015, 2015-2016
- Coppa cinese: 1

Beijing Guoan: 2018

### Individuale
- Capocannoniere dell'Europa League: 1

Salisburgo: 2013-2014
- Capocannoniere del campionato austriaco: 3

Salisburgo: 2013-2014, 2014-2015, 2015-2016